# 阿爾河 (迪爾河支流)
50°41′51.76″N 8°18′28.39″E / 50.6977111°N 8.3078861°E

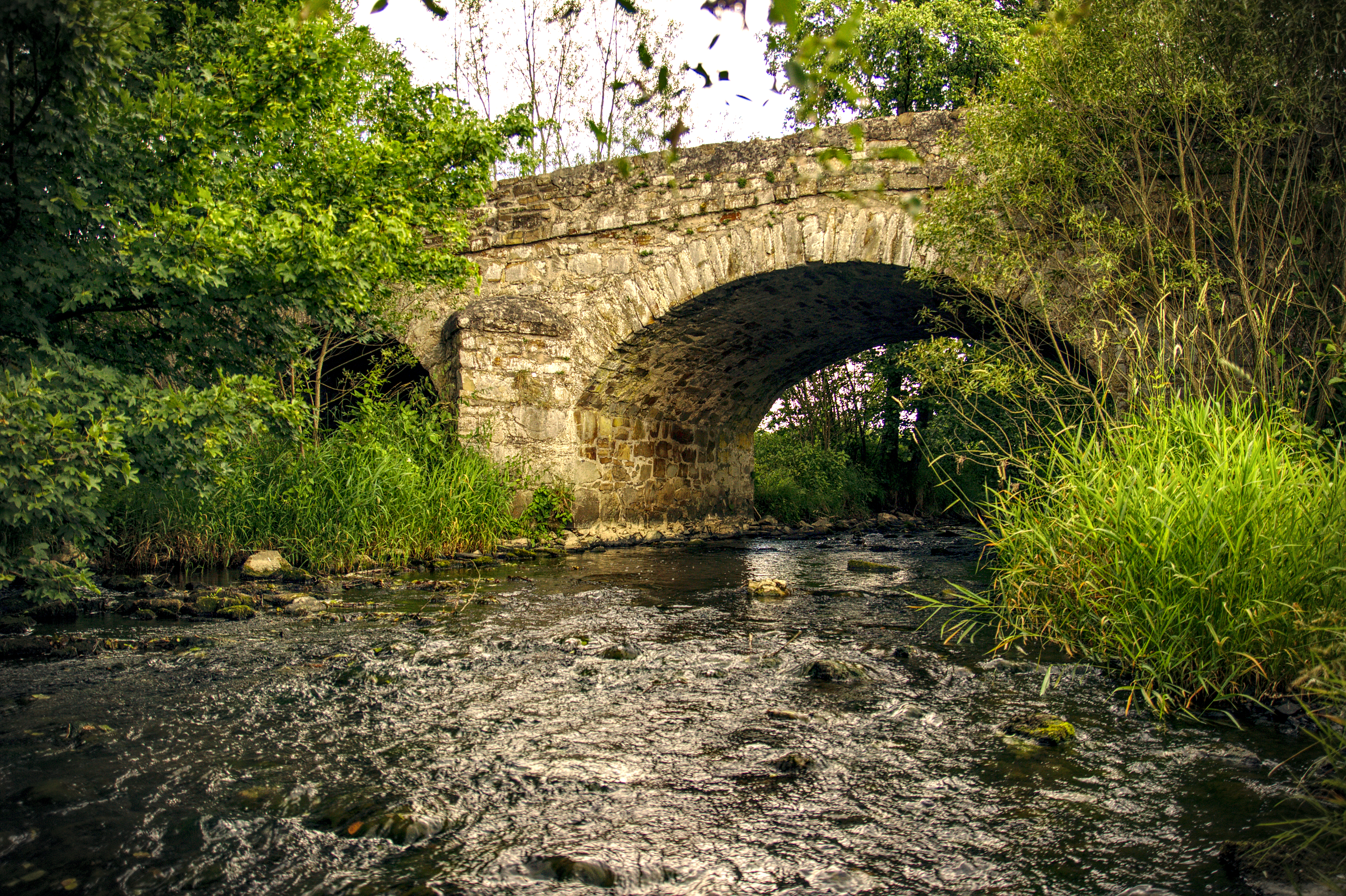

阿爾河（德語：Aar），是德國的河流，位於該國中部，由黑森州負責管轄，屬於迪爾河的左支流，河道全長20.6公里，流域面積149平方公里，河口處在黑博恩附近。